# Leon van der Zanden
Leon van der Zanden (Helmond, 25 oktober 1977) is een Nederlands cabaretier en presentator.

## Biografie
Zijn moeder komt uit Mauritius en zijn vader uit Helmond. Hij spreekt vloeiend Frans en Engels.
Van der Zanden verbleef achttien jaar in Helmond en was vooral bezig met voetballen en scholing. Zijn eerste podiumactiviteiten vonden daar plaats. Op de middelbare school speelde hij de hoofdrol in drie musicals. Daarna speelde hij in een kindertoneelstuk, geschreven door en onder regie van Jacques Vriens, bij de groep St. Genesius.

## Cabaret
Van der Zanden werd niet aangenomen op de toneelacademie van Eindhoven nadat hij de vooropleiding deed. Hierop ging hij filosofie studeren aan de Katholieke Universiteit Nijmegen. Hier was Van der Zanden intensief met theater bezig, wat leidde tot zijn eerste solo-optreden in het Nijmeegse studentencafé Diogenes, in 1998. Hij studeerde af als doctorandus in de Kunstwetenschappen.
Van begin af aan wilde Van der Zanden veel muziek in zijn optredens. In de theatervoorstelling 'Open Ogen' was dj Michiel van Kampen, huis-dj van Diogenes, verantwoordelijk voor het geluid. In Van der Zandens eerste avondvullende voorstelling 'Een coole snelle jongen met een zachte bruine vacht' was Van Kampen ook de dj. Dit is tot op heden Van der Zandens enige voorstelling waarin een dj meespeelde, hoewel in verdere voorstellingen muziek steeds een belangrijke rol speelde.
'Open Ogen' was een stukje cabaret waarmee Van der Zanden deelnam aan festivals. Van der Zanden trad met deze voorstelling ook op bij studentenbijeenkomst en in verschillende kleine theaters in Nederland.
Na een paar maanden alleen materiaal te hebben gemaakt vond Van der Zanden een regisseuse, Malinca Verwiel. Hiermee deed Van der Zanden mee aan verschillende kleinere cabaretfestivals en won in anderhalf jaar vijf prijzen. Relatief snel daarna ging Van der Zanden ook andere podiumactiviteiten ontwikkelen, werd hij vaste MC in het Diogenes’ Comedycafé en presenteerde hij meerdere voorrondes van het Amsterdams Kleinkunst Festival. Hier werd hij opgemerkt door impresariaat Frans Ruhl/Wim Visser van Comedy Explosion.
In februari 2002 ging zijn avondvullende show ‘Een coole snelle jongen met een zachte bruine vacht’ in première. Daarna volgden 'Hoerejong' (2003-2004), 'Zwarte Hond' (2004-2006), 'Leòn' (2006-2008), Cola (2009-2011), 'Vruchtvlees' (2012-2013), 'Rebel' (2014-2015) en 'Supergewoon' (2015-2016) en zijn voorstelling 'Kameleon' (2017-2019).

## Televisie
Op televisie-vlak is Van der Zanden ook actief. Met Merlijn Passier maakte hij vier seizoenen ‘Olifantendoders’ voor Omroep Brabant en in 2005 presenteerde hij ‘Pimp my Room’ voor MTV. In 2007 was ‘Zwarte Hond’ het allereerste programma dat de nieuwe televisiezender Comedy Central uitzond. Ook maakt hij vanaf 2012 deel uit van het VARA-programma 'In goed gezelschap', presenteert hij in 2014 'De Invaller' en is gast bij comedyclub Katendrecht op NPO 3. Daarnaast wijdde het programma Grimassen een aflevering aan hem, waarin hij teruggaat naar zijn roots op Mauritius.

## Regisseur
Na op verschillende plekken achter de schermen hebben meegewerkt, maakt van der Zanden in 2020 zijn debuut als regisseur. Voor het duo Spruijt en Opperman regisseert van der Zanden de show Heimweeën.

## Boek
Eind 2018 maakt Van der Zanden bekend dat hij stopt als cabaretier. Over zijn laatste tournee schrijft tourmanager Bart van Tongerlo het boek Geen Cabaretier. In dit boek laat van Tongerlo een reëel kijkje achter de schermen zien van de show Kameleon, en de route van Van der Zanden naar zijn volgende stap in het leven.

## Overzicht programma's

### Cabaret
- Een coole snelle jongen met een zachte bruine vacht (2002)
- Hoerejong (2003, regie Jeroen van Koningsbrugge en Wil van der Meer)
- Zwarte Hond (2004-2006, regie Dennis van de Ven)
- Leòn (2006-2008)
- Cola (2008-2010)
- Vruchtvlees (2011-2013)
- Rebel (2013-2015)
- Supergewoon (2015-2017)
- Kameleon (2017-2019)

### Stand-up
- Comedy café te Amsterdam

## Televisie

### Presentatie
- Olifantendoders (2003, 2004, 2005 en 2007 Omroep Brabant, samen met Merlijn Passier)
- Pimp my Room (2005, MTV Nederland)
- Écht Niet? (2009, VPRO-Teleac, Nederland)
- Leon in Afrika (2010 - Omroep Brabant, Nederland)
- PLUS TV (2018 - heden, KPN TV, Nederland)

### Vaste rollen
- Het Sint en Pieten nieuws Pebble TV - verslaggever
- Het Sinterklaasjournaal (2009-2014) - Strooipiet
- Het kasteel van Sinterklaas en het magische schilderij (2015 - Omroep Brabant, Nederland)
- Het Sinterklaasjournaal (2016-2018) - Vlogpiet
- Het Sinterklaasjournaal (2019) - Proefpiet
- Het Sinterklaasjournaal (2020) - Piet

### Gastoptredens
- Vara Laat
- Raymann is Laat
- BNN’s Laughing Matters
- Wat vindt Nederland (2009)
- In goed gezelschap (2012)